# Stettiner SC
Der Stettiner Sport-Club war ein deutscher Sportverein. Er war in der Hauptstadt der Provinz Pommern Stettin ansässig und nutzte den Richard-Lindemann-Sportplatz am nordwestlichen Stadtrand Stettins. Seine Vereinsfarben waren Rosa-Weiß.

## Geschichte
Der Verein wurde 1908 als Fußballabteilung des Athletik Sport-Club Marathon Stettin gegründet. 1911 nannte er sich in Stettiner Sport-Club um. Er wurde insbesondere durch die Sportarten Fußball und Leichtathletik bekannt. Die Fußballmannschaft des Stettiner SC wurde zweimal pommerscher Fußballmeister, und der Leichtathlet Gerhard Volkmann wurde 1920 Deutscher Meister im 3000-Meter-Hindernislauf, Günther König gewann 1940 die deutsche Meisterschaft im Weitsprung.
Die Fußballspieler beteiligten sich an den Meisterschaften des Baltischen Rasen- und Wintersport-Verbandes, später Baltischer Sport-Verband. 1921 gewannen sie zunächst die Meisterschaft, doch wurde der Mannschaft der Titel später zugunsten des VfB 1900 Königsberg wieder aberkannt. Wegen der verspäteten Aberkennung konnte der Stettiner SC noch an der Endrunde zur deutschen Meisterschaft 1921 teilnehmen. Im Viertelfinale schieden die Stettiner nach einer 1:2-Niederlage gegen den BFC Vorwärts 90 aus. 1926 qualifizierte sich der Stettiner SC als nordostdeutscher Vizemeister erneut für die deutsche Endrunde. Mit 2:8 gegen Holstein Kiel kam auch diesmal bereits im ersten Spiel das Aus.
Nach der Liganeuordnung der Nationalsozialisten wurde der Stettiner SC zur Saison 1933/34 in die Gauliga Pommern eingeordnet und errang sogleich die Vizemeisterschaft nach zwei Endspielen gegen Viktoria Stolp (1:1 und 0:2). 1935 gelang den Stettiner die Revanche, diesmal holten sie sich mit 1:0 und 0:0 die Gaumeisterschaft und erreichten damit zum dritten Mal die Endrunde zur deutschen Meisterschaft. Nach fünf Niederlagen in sechs Gruppenspielen schied Stettin diesmal als Gruppenletzter aus der Endrunde aus. Nachdem 1936 nach Platz zwei in der Gauliga, wieder hinter Viktoria Stolp, die DM-Endrunde verpasst wurde und 1937 nicht einmal das Gauliga-Finale erreicht wurde, gewann der Stettiner SC 1938 seine zweite pommersche Gauliga-Meisterschaft. Diesmal gewannen die Stettiner in den Gruppenspielen der DM-Endrunde zwei Begegnungen, schieden aber als Gruppendritter wieder vorzeitig aus. In den folgenden Jahren konnte der Stettiner SC seine führende Rolle in der Gauliga nicht behaupten. Am Tschammerpokal nahm der Stettiner SC in den Jahren 1935, 1938 und 1940 teil, schied aber jeweils in der ersten Runde aus. Nach der Vertreibung der deutschen Bevölkerung aus Stettin ging der Verein 1945 unter.

## Sportstätte
Der Stettiner SC trug seine Spiele auf dem Richard-Lindemann-Sportplatz am Eckerberger Wald aus. Das seinerzeitige Fassungsvermögen betrug 32.000 Zuschauer. Die Sportanlage trägt heute den Namen Stadion Arkonii Szczecin und wird vom Sportverein Arkonia Szczecin genutzt. Die Haupttribüne hat Platz für rund 9000 Zuschauer. Seit 2007 ist eine Flutlichtanlage installiert.
Am 15. September 1935 fand auf dem Richard-Lindemann-Sportplatz ein Länderspiel zwischen Deutschland und Estland statt, das Deutschland mit 5:0 gewann.